# Cnaeus Gellius
Cnæus Gellius est un historien romain du IIe siècle av. J.-C., auteur d'Annales retraçant l'histoire de Rome depuis les origines jusqu'à son époque. 
Cet ouvrage n'est pas conservé, mais il est cité ou simplement mentionné par des auteurs postérieurs : Cicéron (De div., I, 26 ; De leg., I, 2) ; Denys d'Halicarnasse, qui le mentionne comme une de ses sources (Ant. rom., I, 7 ; II, 31, 72, 76 ; IV, 6 ; VI, 11, VII, 1) ; Pline l'Ancien (Hist. nat., VII, 56) ; Aulu-Gelle (XIII, 22 ; XVIII, 12) ; Censorin (De die natali, 17) ; Servius (En., IV, 390 ; VIII, 638) ; Macrobe (Sat., I, 8, 16 ; II, 13). En revanche, Tite-Live l'ignore.
D'après les références qui y sont faites, l'ouvrage était très développé : l'épisode de la mort du consul Postumius Albinus chez les Boïens (215 av. J.-C.) se trouvait au livre 33 (cet épisode, chez Tite-Live, se trouve au livre 23, § 24). D'après Censorin, le récit allait au moins jusqu'en 145 av. J.-C.. L'auteur était amateur de curiosités archéologiques, et il avait fait des développements sur l'invention de l'alphabet, celle de la médecine, celle des poids et mesures, sur les fondations de cités, etc. 

## Édition
- Martine Chassignet (éd.), L'Annalistique romaine, t. II : L'Annalistique moyenne (fragments), Paris, Les Belles Lettres, 1999.